# Urosigalphus
Urosigalphus is een geslacht van insecten uit de orde vliesvleugeligen (Hymenoptera) en de familie schildwespen (Braconidae).

## Soorten
- U. acutulus Gibson, 1972
- U. acutus Gibson, 1974
- U. addabruchus Gibson, 1974
- U. aeternus Brues, 1910
- U. alius Gibson, 1982
- U. anthonomi Crawford, 1907
- U. aquilus Gibson, 1972
- U. armatus Ashmead, 1889
- U. australis Gibson, 1974
- U. avocadoae Gibson, 1972
- U. barberi Crawford, 1914
- U. bicolor Gibson, 1974
- U. bidentatus Gibson, 1974
- U. braziliensis Gibson, 1974
- U. breviovipositorus Gibson, 1972
- U. bruchi Crawford, 1907
- U. bruchivorus Crawford, 1914
- U. bugabensis (Cameron, 1887)
- U. cautus Gibson, 1974
- U. clarus Gibson, 1972
- U. confusor Gibson, 1972
- U. crassisculptus Cushman, 1922
- U. curculionis Gibson, 1972
- U. chalcodermi Wilkinson, 1930
- U. dakotaensis Gibson, 1972
- U. diversus Gibson, 1982
- U. donnae Gibson, 1972
- U. durangoensis Gibson, 1972
- U. eulechriopis Cushman, 1926
- U. femoratus Crawford, 1914
- U. flavens Gibson, 1972
- U. flexus Gibson, 1982
- U. floridaensis Gibson, 1972
- U. forbesi Martin, 1956
- U. griseae Gibson, 1972
- U. hondurensis Gibson, 1972
- U. hubbardi Crawford, 1914
- U. ignotus Gibson, 1972
- U. iowensis Gibson, 1972
- U. islandicus Gibson, 1972
- U. meridianus Gibson, 1982
- U. mexicanus Gibson, 1972
- U. mimosestes Gibson, 1972
- U. monotonus Gibson, 1972
- U. muesebecki Gibson, 1972
- U. neoarmatus Gibson, 1972
- U. neobruchi Gibson, 1972
- U. neomexicanus Crawford, 1914
- U. neopunctifrons Gibson, 1972
- U. neoschwarzi Gibson, 1972
- U. nigrescens Martin, 1956
- U. nigripes Crawford, 1914
- U. novissimus Gibson, 1972
- U. obscurus Gibson, 1974
- U. obsoletus Gibson, 1974
- U. ornatus Gibson, 1974
- U. otidocephali Cushman, 1922
- U. panamaensis Gibson, 1972
- U. paraguayensis Gibson, 1974
- U. pardus Gibson, 1972
- U. porteri Gibson, 1982
- U. pseudochelonus Gibson, 1974
- U. pullatus Gibson, 1974
- U. punctifrons Crawford, 1914
- U. robustus Ashmead, 1889
- U. rubicarapace Gibson, 1974
- U. rubicorpus Gibson, 1974
- U. rubidus Gibson, 1972
- U. rufiventris (Philippi, 1873)
- U. rufus Gibson, 1972
- U. rugosocorpus Gibson, 1972
- U. rugosus (Cameron, 1904)
- U. safflavus Gibson, 1974
- U. salsola Gibson, 1972
- U. sanguineus Gibson, 1974
- U. schwarzi Crawford, 1907
- U. spinatus Gibson, 1974
- U. subtropicus Gibson, 1972
- U. surinamensis Gibson, 1982
- U. tamaulipas Gibson, 1972
- U. tarsalis (Szepligeti, 1902)
- U. trinidadensis Gibson, 1974
- U. trituberculatus Gibson, 1972
- U. tuberculatus Gibson, 1974
- U. venezuelaensis Gibson, 1974
- U. yucatanensis Gibson, 1982